# سندرم لش–نیهان
سندرم لش - نیهان، هیپراوریسمی ناشی از افزایش تولید اسید اوریک است، که همراه با ایجاد سنگ‌های اسیداوریکی و سندرم عجیب خودآزاری می‌باشد.
نقص در هیپوگزانتین - گوانین فسفوریبوزیل ترانسفراز که یکی از آنزیم‌های بازیافت پورین می‌باشد، موجب ایجاد این بیماری می‌گردد.
این نقص آنزیمی موجب تجمع PRPP در داخل سلول و به دنبال آن بالا رفتن میزان تولید پورین می‌شود.
یک سری از جهش‌ها سبب کاهش یا توقف فعالیت آنزیم هیپوگزانتین - گوانین فسفوریبوزیل ترانسفراز می‌گردند که برخی از این جهش‌ها عبارتند از: حذف‌ها، جهش‌های تغییز قالب، جانشینی‌های تک بازی و تغییراتی که باعث پردازش mRNA در مکان غیرمعمول می‌شوند.